# Esther Hautzig
Esther R. Hautzig (geb. Rudomin) (* 18. Oktober 1930 in Vilnius; † 1. November 2009 in New York)  war eine US-amerikanische Autorin und Übersetzerin.

## Leben und Wirken
Esther Rudomin wurde im damals polnischen Vilnius geboren. Ihre Kindheit wurde durch den Zweiten Weltkrieg und durch die Besetzung Ostpolens durch die Sowjetunion unterbrochen. Ihre Familie wurde entwurzelt und nach Rubzowsk in Sibirien verschleppt. Dort lebte sie die nächsten 5 Jahre in rauem Exil. Ihr Buch Die endlose Steppe ist eine Autobiografie über die Jahre in Sibirien. Nach dem Krieg zogen sie und ihre Familie zurück nach Polen, damals war sie 15 Jahre alt. Hautzig schrieb dem Präsidentschaftskandidaten Adlai Steverson, der einen Artikel über seinen Besuch in Rubzowsk geschrieben hatte. Das nutzte sie als Antrieb für ihr Buch „The endless Steppe“, das 1968 veröffentlicht wurde.
In Polen sah Hautzig zu dieser Zeit keinerlei Zukunft für sich und ging nach Schweden. Dort ergatterte sie 1947 ein Studenten-Visum und konnte mit dem Passagier-Dampfer „Drottningholm“ in die Vereinigten Staaten reisen. Während dieser Reise machte sie die Bekanntschaft des Konzertpianisten Walter Hautzig, den sie drei Jahre später in New York heiratete. Das Ehepaar hatte zwei Kinder: Deborah (* 1956) und David.
In New York besuchte Hautzig die James Madison High School in Brooklyn um sich für ein Studium in den USA zu qualifizieren. Anschließend besuchte sie das Hunter College (City University of New York). Ihr Studium brach sie ohne Abschluss ab, da man ihr prophezeite, mit ihrem ausgeprägten Akzent keine Anstellung als Pädagogin zu finden. Der Verleger George P. Putnam (1887–1950) holte sie in seinen Verlag „G. P. Putnam’s Sons“ und betraute sie mit den dort zu veröffentlichenden Kinderbüchern.
1993 besuchte Hautzig noch einmal Vilnius und half bei der Entdeckung und schließlich bei der Veröffentlichung der Magisterarbeit ihres Onkels Ela-Chaim Cunzer (1914–1943/44) in Mathematik, die er im Jahre 1937 in der Universität in Wilna geschrieben hatte. Er starb in einem Arbeitslager.
Hautzig starb am 1. November 2009 im NewYork-Presbyterian Hospital an Herzinsuffizienz und Alzheimer-Krankheit.

## Ehrungen
- 1968 Sydney Taylor Book Award für The endless Steppe[1]